# Elezioni europee del 2004 in Portogallo
Le elezioni europee del 2009 in Portogallo si sono svolte il 13 giugno.

## Risultati
| Liste  | Liste | Gruppo      | Voti      | %      | +/- | Seggi | +/- |
| ------ | --- | ----------- | --------- | ------ | --- | ----- | --- |
|        | Partito Socialista (PS)                                                                                   | PSE         | 1.516.001 | 46,36  |     | 12    |     |
|        | Forza Portogallo • Partito Social Democratico (PSD) • CDS - Partito Popolare (CDS-PP)                     | - PPE-DE    | 1.132.769 | 34,64  |     | 9 7 2 |     |
|        | Coalizione Democratica Unitaria • Partito Comunista Portoghese (PCP) • Partito Ecologista "I Verdi" (PEV) | - GUE/NGL - | 309.401   | 9,46   |     | 2 -   |     |
|        | Blocco di Sinistra (BE)                                                                                   | GUE/NGL     | 167.313   | 5,12   |     | 1     |     |
|        | Partito Comunista dei Lavoratori Portoghesi (PCTP)                                                        | -           | 36.294    | 1,11   |     | -     |     |
|        | Partito della Nuova Democrazia (PND)                                                                      | -           | 33.833    | 1,03   |     | -     |     |
|        | Partito Popolare Monarchico (PPM)                                                                         | -           | 15.454    | 0,47   |     | -     |     |
|        | Movimento pelo Doente                                                                                     | -           | 13.840    | 0,42   |     | -     |     |
|        | Partito della Terra (MPT)                                                                                 | -           | 13.671    | 0,42   |     | -     |     |
|        | Partito Umanista                                                                                          | -           | 13.272    | 0,41   |     | -     |     |
|        | Partito Nazionale Rinnovatore (PNR)                                                                       | -           | 8.405     | 0,26   |     | -     |     |
|        | Partito Democratico dell'Atlantico (PDA)                                                                  | -           | 5.588     | 0,17   |     | -     |     |
|        | Partito Operaio di Unità Socialista (POUS)                                                                | -           | 4.275     | 0,13   |     | -     |     |
| Totale | Totale | Totale      | 3.270.116 | 100,00 |     | 24    |     |